# Sancho Garcês I de Pamplona
Sancho Garcês I de Pamplona (c. 860 — 10 de dezembro de 925), filho de Garcia Jimenes e de Daldidis de Pallars,[a] filha de Lopo I de Bigorre (m. ca. 910  ) conde de Bigorre e de Faquilena de Roergue, foi rei de Pamplona de 905 até 925 e o primeiro da Dinastia Jimena. Há evidências para acreditar que ele e sua família vieram da comarca de Sangüesa.

## Biografia
Reinando ainda Fortunio Garcês, Sancho ocupou Pamplona com a ajuda do rei Afonso III das Astúrias e o conde de Pallars. Eliminado os direitos patrimoniais dos filhos de Fortunio Garcês, estes passaram para a s sua neta Toda Aznares, esposa de Sancho Garcês I, que se afirmou e proclamou rei de Pamplona em 905, após destronar o rei Fortunio.
Após a morte do conde de Aragão Galindo II Aznárez, Sancho Garcês I ocupou as terras de Aragão, ignorando todos os direitos. Esta foi a causa que justificou as lutas do governador muçulmano de Huesca, Maomé Atauil, que tinha os direitos sucessórios no território devido ao suo matrimónio com Sancha Aznares, a irmã do conde de Aragão. O problema foi resolvido pelo casamento de Andregoto Galíndez, filha do conde Galindo, com o filho de Sancho Garcês I, o futuro rei Garcia Sanches I, então ainda uma criança.
Expandiu as fronteiras meridionais do reino até chegar as terras riojanas através de uma série de campanhas militares contra os muçulmanos. Conquistou Nájera e estabeleceu lá a sua corte, dando uma organização definitiva o reino de Pamplona. Durante seu reinado começou a cunhar moeda e também implementou o sistema de tenências feudais que se perpetuou em Navarra e Aragão até ao início de século XIII.

## Matrimónio e descendência

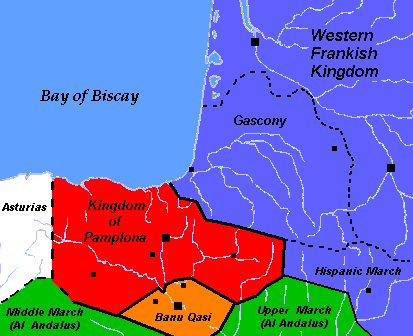
Reino de Pamplona à data da morte de Sancho Garcês I

Casou com Toda Aznares, filha do conde Aznar Sanches de Larraun e de Onneca Fortunes, filha do rei Fortunio Garcês,[b] que foram primos irmãos, e portanto Toda era neta do rei Fortunio. Deste matrimónio nasceram:
- Garcia Sanches I, rei de Pamplona;
- Onneca Sanches de Pamplona, casada com Afonso IV de Leão, o Monge. Foi rainha de Leão entre 926 e 931. Morreu em 931;
- Velasquita ou Belasquita Sanches de Pamplona, casada em primeiras núpcias com o conde em Álava Múnio Velaz, em segundas com Galindo de Ribagorza e em terceiras com Fortunio Galindes;
- Urraca Sanches de Pamplona, que casaria com Ramiro II de Leão;[5]
- Sancha Sanches de Pamplona, casada em primeiras núpcias com Ordonho II de Leão,[6] em segundas com o conde alavês Álvaro Herrameliz[7] e em terceiras, com Fernão Gonçalves,conde de Castela;[8]
- Munia (Muña) de Pamplona;[9]
- Orbita de Pamplona, provavelmente casada com al-Tawil, governador de Huesca. Pôde ser filha póstuma, como faz supor o significado do seu nome, "a órfã".[9]

De uma concubina:
- Lupa Sanches casou com Arnaldo Dato II (m. 930), conde de Bigorre, com quem teve a Raimundo I Dato de Bigorre, conde de Bigorre.[c]